# Андрулакис, Никос
Никос Андрулакис (греч. Νίκος Ανδρουλάκης; род. 7 февраля 1979, Афины) — греческий политический деятель, инженер-строитель. Лидер оппозиционного левоцентристского партийного объединения «Движение перемен» (КИНАЛ) и Всегреческого социалистического движения (ПАСОК) с 12 декабря 2021 года. Депутат Европейского парламента с 2014 года, член Прогрессивного альянса социалистов и демократов.

## Биография
Родился 7 февраля 1979 года в Афинах.
Окончил Школу гражданского инжиниринга Университета Фракии имени Демокрита и имеет диплом о высшем образовании по программе «Новые материалы и окружающая среда».
Работал инженером-строителем и в сфере туризма, преподавал в Школе педагогики и технологического образования.
В марте 2013 года избран секретарём Центрального политического комитета ПАСОК.
По результатам выборов в Европейский парламент 2014 года избран депутатом от левоцентристского блока «Олива» (Ελιά - Δημοκρατική Παράταξη). Блок «Олива» получил 8,1% голосов (2 мандата). Никос Андрулакис набрал 113 719 голосов. Стал членом Прогрессивного альянса социалистов и демократов. Являлся членом Комитета по международным делам (2014—2017) и Делегации по связям с Китаем (2014—2017). 21 января 2016 года стал членом специальной комиссии по расследованию «дизельного скандала» в концерне Volkswagen. Переизбран на выборах 2019 года от партии «Движение перемен», на которых набрал 180 822 голосов. Является заместителем председателя Подкомитета по вопросам безопасности и обороны комитета иностранных дел и заместителем председателя Евро-латиноамериканской парламентской ассамблеи (EUROLAT), членом делегации в Совместной парламентской ассамблеи АКТ-ЕС, членом Комитета по окружающей среде, общественному здравоохранению и безопасности пищевых продуктов с 2020 года, был членом Комитета по международной торговле (2019—2020).
Выставил кандидатуру на выборах лидера левоцентристского партийного объединения в 2017 году. В первом туре 12 ноября Никос Андрулакис набрал 51 736 голосов (24,73%), а Фофи Геннимата — 86 330 голосов (41,27%). Во втором туре 19 ноября Никос Андрулакис набрал 66 483 голосов (43,25%), а Фофи Геннимата — 87 230 голосов (56,75%).
Выставил кандидатуру на следующих очередных выборах лидера партии «Движение перемен» в 2021 году. Фофи Геннимата 12 октября объявила, что не будет баллотироваться по состоянию здоровья, а 25 октября умерла. В первом туре выборов 5 декабря приняли участие 270 706 человек. Никос Андрулакис набрал 98 431 голосов (36,88%). Бывший премьер-министр Георгиос Папандреу набрал 74 093 голосов (27,97%), депутат парламента Андреас Ловердос — 69 411 голосов (25,98%), Павлос Христидис — 8642 голосов (3,25%), Павлос Геруланос — 7946 голосов (2,92%), Харис Кастанидис — 7824 голосов (2,94%). Андрулакис одержал победы в 11 из 13 периферий, уступив Папандреу только Западную Грецию, а Ловердосу — Аттику. На своей родине, в периферии Крит Никос Андрулакис получил 61,38% голосов. В втором туре выборов 12 декабря приняли участие 206 339 человек. Никос Андрулакис набрал 139 492 голосов (67,6%), а Георгиос Папандреу — 66 847 голосов (32,4%).